# Politécnica de Lublin
La Politécnica de Lublin ( Politechnika Lubelska ) es una universidad de ingeniería con sede en Lublin, Polonia. Fue fundada como una escuela nocturna de ingeniería el 13 de mayo de 1953 a iniciativa de sociedades técnicas locales, siendo su primera facultad la de ingeniería mecánica. En 1977 adquirió su estatus actual como politécnica. En la actualidad cuenta con 11,000 estudiantes, distribuidos en seis facultades (ingeniería eléctrica y de computación, ingeniería civil y arquitectura, gestión, ingeniería ambiental, fundamentos de tecnología, ingeniería mecánica). Aunque la lengua de instrucción es el polaco, la universidad también ofrece programas de posgrado con docencia íntegramente en inglés. De acuerdo con Quacquarelli Symonds Top University Rankings, la universidad tiene una producción científica muy elevada, basada en el número de artículos publicados en relación con el tamaño de la universidad.

## Rectores
- prof. Stanisław Ziemecki (1953–1956)
- prof. Stanisław Podkowa (1956–1973)
- prof. Włodzimierz Sitko (1973–1981)
- prof. Jakub Mames (1981–1982)
- prof. Andrzej Weroński (1982–1984)
- prof. Włodzimierz Sitko (1984–1990)
- prof. Włodzimierz Krolopp (1990–1993)
- prof. Iwo Pollo (1993–1996)
- prof. Kazimierz Szabelski (1996–2002)
- dr hab. ing. Józef Kuczmaszewski, prof. PL (2002-2008)
- prof. dr hab. Marek Opielak (2008-2012)
- prof. dr hab. ing. Piotr Kacejko (2012-presente)